# Ivan Shapovalov
Ivan Nikolayevich Shapovalov (cirílico: Иван Николаевич Шаповалов, nascido em 28 de maio de 1966) é um produtor musical russo. Ele é mais conhecido por ser o idealizador e ex-produtor executivo da banda t.A.T.u. Também foi recentemente confirmado que ele voltará a trabalhar com a ex-t.A.T.u. Lena Katina no próximo álbum solo dela.

## Carreira como produtor
Em 1999, Shapovalov, junto com Voitinskyi, Sergio Galoyan, Renski e a sua então namorada Elena Kiper, criaram t.A.T.u., de onde surgiria a maior parte do sucesso de Shapovalov. Ele dirigiu o videoclipe de "Ya Soshla S Uma" ("All the Things She Said"). Ivan e Renski formaram a produra Neformat e levaram as meninas ao estrelato com performances polêmicas para a época.
Em 2003, Shapovalov formou o projeto Podnebesnaya para desenvolver suas habilidades de produção. Ele acabou trabalhando com vários artistas e se tornando o produtor das bandas 7B e n.A.T.o.
No entanto, em 2004, a banda t.A.T.u. decidiu romper com Shapovalov (e Neformat) e seguir sozinha. t.A.T.u. logo foi recontratada pela Universal Music, que nomeou Boris Renski para ser o produtor principal.